# André Pernet
André Pernet   (Rambervillers, 6 de gener de 1894 - París, 11 de juny de 1966) fou un baix-baríton francès.
Després de combatre com a oficial a la Primera Guerra Mundial, André Pernet va començar estudis de dret però es va decantar pel cant, formant-se al Conservatori Nacional de París amb mestres com André Gresse. Va debutar el 1921 a l’Òpera de Niça com a Vitellius a Hérodiade de Massenet, i durant els set anys següents va actuar a escenaris provincials francesos. El 1928 va ingressar a la Gran Òpera de París, on va esdevenir una figura destacada del repertori francès.
Va participar en diverses estrenes, com Persée et Andromède (1929), Vercingétorix (1933), Roland et le mauvais garçon (1934), Le marchand de Venise (Hahn) (1935), Oedipe (Enescu) (1936), Maximilien (Milhaud) i Vercingétorix (Canteloube).
El 1931, arran d’un desacord salarial, va deixar temporalment la Gran Òpera per cantar a l’Opéra-Comique, però posteriorment va reprendre l’activitat a ambdues institucions fins al 1948.
La Temporada 1930-1931 va cantar al Gran Teatre del Liceu de Barcelona.
Entre els seus rols més destacats hi ha Mefistòfeles a Faust, Boris Godunov, Don Giovanni i el Quixot de Massenet. Va fer gires a Amsterdam, Brussel·les, Londres, Montecarlo i Amèrica del Nord.
És probablement sobretot recordat avui pel seu paper de pare en la versió cinematogràfica de 1939 de Louise de Gustave Charpentier, dirigida per Abel Gance i també amb Grace Moore i Georges Thill. Una de les seves interpretacions més celebrades va ser la de Don Giovanni, en una producció del 1944 a l’Òpera de París sota la direcció de Bruno Walter, on va brillar com a protagonista.
Retirat des del 1949 a París, va acabar la vida completament paralitzat. La seva veu es conserva en enregistraments per a Odeon, HMV i Columbia.